# Он остался на завтрак
«Он остался на завтрак» (англ. He Stayed for Breakfast) — американский фильм 1940 года режиссёра Александра Холла, по пьесе 1934 года «Оды к свободе» Мишеля Дюрана.
Романтическая комедия о том как французский коммунист Поль, работающий официантом в Париже, после «покушения» на банкира случайно скрывается в его же доме, где Поля прячет жена банкира Марианна Дюваль, обделённая вниманием делового мужа.
В главных ролях Лоретта Янг и Мелвин Дуглас — год назад прославившийся главной ролью в «Ниночке», но теперь он играет «обратную роль» — уже не он соблазняет убеждённую коммунистку, а наоборот — сам соблазняемый коммунист. Фильм — типичная антикоммунистическая сатира того времени.

## Сюжет
Марианна Дюваль: Разве ты не держишь своё слово?

Поль Болиет: Это зависит от Москвы.
Поль Болиет: Где ванна?

Марианна Дюваль: Я думала, коммунисты никогда не купаются.

Поль Болие: Фашистская пропаганда! Где ванна?

Марианна Дюваль: Там.
служанка Дорета: Мадам, в квартире голый мужчина!

Марианна Дюваль: Ну, не надо так пугаться. Он всего лишь наемный убийца.

служанка Дорета: Мадам, я очень терпимо отношусь к тому, как развлекаются мои хозяева. Но когда они начинают заполнять свои квартиры голыми убийцами - я предупреждаю.

Марианна Дюваль: Думай головой, Дорета. Это фальшивый полицейский прошлой ночи.

Поль Болиет [входит, завернувшись в одеяло, и смотрит в окно]: Полиция все еще окружает квартал, мне придется остаться.

Марианна Дюваль: Вот видишь, Дорета. Он должен остаться.

Дорета: Ну, я не знаю...

Поль Болиет: Вы заслужите благодарность Партии...
Марианна Дюваль: Скажите мне одну вещь - сколько людей ты убил?

Поль Болиет: Кто я - бухгалтер? Включая женщин, девятнадцать.

Марианна Дюваль: Детей нет?

Поль Болиет: Мы не считаем детей.

Марианна Дюваль: Ты лжец и фальшивка. Ты никогда ни в кого не стрелял.
Поль Болиет: Она была старше меня.

Марианна Дюваль: О, материнский комплекс, ясно.

Поль Болиет: Мне было пять, а ей шесть.

Марианна Дюваль: Ах, старая карга.
Поль Белио, убеждённый коммунист, член партии, работает официантом в Париже, где его раздражает один клиент — каждый день завтракающий здесь банкир, особенно Поля выводит из себя его привычка манерно оттягивать мизинец.
У Поля возникает желание прибить этого капиталиста, и после очередной стычки он, угрожая банкиру убийством, выбивает из его руки с оттянутым мизинцем чашку с кофе.
Убегая от полиции Поль скрывается в стоящем рядом доме, но по совпадению это дом банкира… где живёт его жена — прекрасная, но одинокая от невнимания мужа Марианна Дюваль.
Заинтригованная беглецом, Марианна прячет его, и Поль попадает в ловушку — у дома постоянно дежурит полиция, охраняющая дом от него — покушавшегося на банкира, разыскиваемого киллера.
Это вызывает проблемы, когда Дюваль навещает свою жену, издатель газеты Андре Дорле, волочащийся за ней, приходит со своими ухаживаниями, да и портной Маранны неравнодушен к ней. Двери открываются и закрываются, люди бегают и прячутся друг от друга в шкафах сталкиваясь друг с другом, и Поль в какой-то момент оказывается довольно глупо одетым в женский халат.
Пока Марианна жонглирует тремя мужчинами, Поль, как истинный коммунист, ведёт пропаганду — пытается обратить в свою веру её служанку Дорету, осуждает капитализм и проповедует революцию… бестолку.
При этом и Доретт и Марианна так сильно привязываются к Полю, что придумывают причины, чтобы держать его рядом, а Поль всё чаще обнаруживает, что ему нравится общество очаровательной Марианны, а также роскошь комфорта: бифштекс, ванна и шёлковая пижама. Постепенно Поль начинает понимать, что влюбился в Марианну, что взаимно.
Но их роман оказывается под угрозой, когда Поля вызывают в штаб-квартиру коммунистической партии и приказывают сдаться властям, чтобы не компрометировать партию. Поль, конечно, пламенный боец-коммунист, и за себя не боится, но он впервые в жизни отказывается выполнить приказ партии — ведь в этом случае и Марианна за укрывательство будет привлечена к суду. Он возвращается в дом Марианны, где его уже ждут Дорле и Дюваль, которые сдают его полиции.
Чтобы заставить Дюваля снять обвинения с Поля, Марианна соглашается вернуться к мужу, и Поля освобождают.
На следующее утро, когда Марианна и её муж садятся за стол завтракать, Дюваль беря чашку кофе привычно оттягивает мизинец, и Марианна, раздраженная, выбивает чашку из его руки. Она едет к Полю, и они вместе садятся на пароход, чтобы уплыть в Америку.

## В ролях
- Лоретта Янг — Марианна Дюваль
- Мелвин Дуглас — Поль Болие
- Уна О’Коннор — Дорета, служанка
- Юджин Паллетт — Морис Дюваль, банкир, муж Марианны
- Алан Маршал — Андрэ Дорле, журналист, поклонник Марианны
- Курт Боис — товарищ Тронавич
- Кински Леонид — товарищ Ники
- Тревор Бардетт — полицейский
- Грэди Саттон — портной
- Фрэнк Салли — дворецкий
- Эвелин Янг — секретарша
- Этельреда Леопольд — секретарша

В остальных ролях (в титрах не указаны):
- Уильям Касл — полицейский
- Нестор Пайва — полицейский
- Эрни Адамс — рабочий
- Джордж Беранджер — метрдотель
- Уильям Ньюэлл — официант
- Чарльз Вагенхейм — робкий официант
- Вернон Дент — шеф
- Фредерик Уорлок — коммунист, председатель партсобрания
- Леонард Мьюди — коммунист, секретарь партсобрания
- Гарри Симельс — товарищ
- Джек Райс — шофёр Марианны

## Критика
Фильм должен был представлять собой типичную для американского кино того периода сатиру на коммунизм, однако, не производил такого впечатления, даже скорее имел обратный эффект:

С тех пор как объявлен открытый сезон на коммунистов с «Ниночкой», парни в Голливуде стреляют в красных. И вот теперь «Он остался на завтрак» позволяет товарищам получить из обоих стволов сатирического поп-ружья. Но, рискуя быть заподозренными в том, что это орудие московского золота, мы вынуждены сообщить, что ущерб весьма незначителен.— кинокритик Босли Краузер, газета «Нью-Йорк таймс», 1940 год

## Рецензии
- Bosley Crowther — The Screen; Melvyn Douglas and Loretta Young in a Satire on Communism, at the Roxy Theatre // The New York Times, August 31, 1940